# ぷかりさん橋
ぷかりさん橋（ぷかりさんばし）は、神奈川県横浜市西区みなとみらいにある横浜港の客船ターミナル（浮桟橋）。正式名称は「みなとみらいさん橋及び同付属旅客施設」で、みなとみらい桟橋・海上旅客ターミナル、みなとみらいさん橋とも呼称される。日本初の海上浮体式ターミナルである。
客船、プレジャーボートの発着場であるとともに、みなとみらい地区のシンボル的な存在であり、観光地スポットとしても知られている。2018年には「よこはま・みなとみらい海の駅」として海の駅に認定されている。

## 概要
1991年11月、みなとみらい地区（18街区）のヨコハマグランドインターコンチネンタルホテル・パシフィコ横浜の正面（海側）に日本初の浮体式ターミナルとしてオープンした。
冒頭のとおり正式名称は「みなとみらいさん橋及び同付属旅客施設」で、ぷかりさん橋（あるいはぷかり桟橋）は通称となっている。また浮体式のため、桟橋だけでなくターミナルの建物も海上に浮いており、正確には船舶（係留船）という扱いである。ぷかりさん橋の名称は全国公募によるもので、桟橋が浮体式の構造であることから付けられた。

## 施設

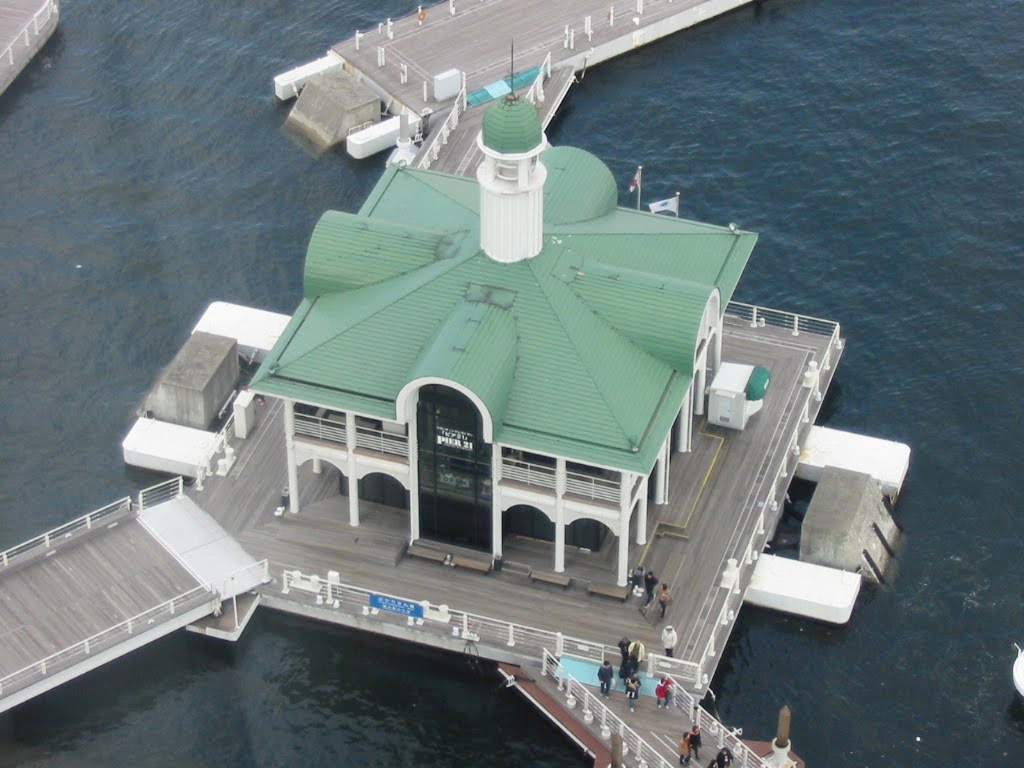
ヨコハマグランドインターコンチネンタルホテルから見下ろした「ぷかりさん橋」

ぷかりさん橋は2本の桟橋と客船ターミナル（港内観光船ターミナル）からなる。
桟橋のAバース・Bバースは、プレジャーボートや公官庁の船舶が係留される。また、かつてはCバースからポートサービスの水上バス「シーバス」が、Dバースから同社のレストラン船「マリーンルージュ」や遊覧船「マリーンシャトル」が発着していた。屋形船や個人所有のプレジャーボートも利用でき、全長40Ft未満の船は2000円、全長40Ft以上の船は4000円の利用料が必要となる。
一方、客船ターミナルは時計台のある西洋風・2階建ての建物で、1階が切符売り場と待合室、2階がヨコハマグランドインターコンチネンタルホテル直営の海上レストラン「ピア21」となっている。

## 乗り入れ航路
観光クルーザーや屋形船が乗り入れている。

## 過去の乗り入れ航路
コーストウェイズが都市間を結ぶ高速船を運航していた。
- 海ほたるライン - 横浜大さん橋〜ぷかりさん橋〜東京・日の出桟橋/船橋ららぽーと桟橋
- パラダイスライン - ぷかり桟橋〜横浜・八景島シーパラダイス

また、横浜港内の定期航路としてポートサービスが乗り入れていた。
- レストラン船「マリーンルージュ」/遊覧船「マリーンシャトル」 - 横浜港周遊
- 水上バス「シーバス」 - 横浜駅東口（横浜ベイクォーター内）〜ぷかりさん橋〜赤レンガ倉庫〜山下公園航路
2022年3月31日をもってシーバスの定期乗り入れが終了。なお、同年4月23日よりぷかりさん橋に代わって「ハンマーヘッド 新港ふ頭さん橋」に発着する[10][11]。

## 交通
- みなとみらい線「みなとみらい駅」より徒歩5分
- JR京浜東北線・横浜市営地下鉄「桜木町駅」より徒歩15分
- 横浜市営バス14系統「パシフィコ横浜」下車すぐ